# Gongrostylus
Gongrostylus là một chi thực vật có hoa trong họ Cúc (Asteraceae).

## Loài
Chi Gongrostylus gồm các loài: